# Олімпійський парк (Мюнхен)
48°10′12″ пн. ш. 11°33′06″ сх. д. / 48.17° пн. ш. 11.551666666667° сх. д.
Олімпійський парк (нім. Olympiapark) — парк у Мюнхені, побудований за проєктом архітектурного бюро Гюнтера Беніша до літніх Олімпійських ігор 1972 року, які проходили в цьому місті. Після багатьох років парк як і раніше слугує великим майданчиком для різних культурних, громадських і релігійних заходів.

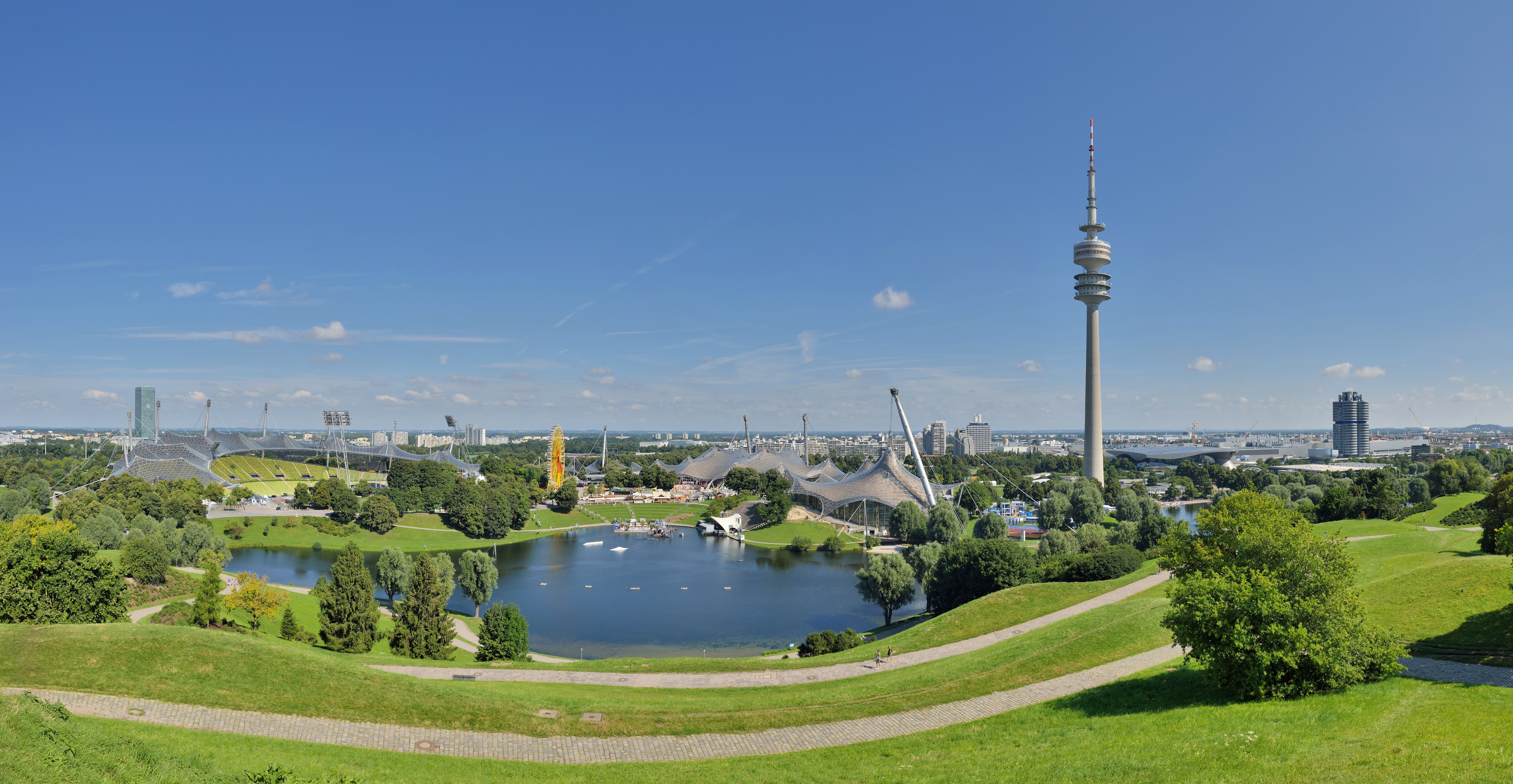
Олімпійський парк

Використання назви Олімпійський парк для позначення всього Олімпійського району стало застосовуватися місцевим населенням після закінчення ігор, хоча офіційної назви цей район не має. Весь цей регіон умовно поділяється на чотири зони:
- Олімпійська зона, що охоплює Олімпійський стадіон, Олімпійська арена з вежею, а також майданчики для різних видів спорту.
- Олімпійське село, що складається з чоловічої та жіночої зони.
- Олімпійський пресцентр, у якому нині розміщений торговий центр.
- Олімпійський парк, в якому розташовується Олімпійське озеро та Олімпійська гора.